# Международная федерация футбола ампутантов
Международная федерация футбола ампутантов (англ. The World Amputee Football Federation, сокр. WAFF, в русской транслитерации — МФФА) — главная футбольная организация, являющаяся крупнейшим международным руководящим органом в футболе среди ампутантов. Под эгидой МФФА проходят все футбольные турниры всемирного масштаба, в числе которых Кубок мира.

## История
Федерация была основана в 2005 году в Бразилии. Его учредителями стали Аргентина, Бразилия, Англия, Россия, Украина, США и Узбекистан.
Членами федерации являются более 30 стран из пяти континентов.

## Цели
Основными целями Федерации являются:
- содействование социальному интерактивности, повышение самооценки и уверенности в себе среди взрослых мужчин и женщин, и особенно среди ветеранов, а также молодых людей с ампутированными конечностями, через рекреационных и футбольных программ.

- помочь странам-членам развивать свои программы, воспитывать свою общественность по вопросам инвалидности через спорт, и обучить своих спортсменов для представления в элитных международных и мировых соревнованиях - в том числе Паралимпийских.

## Структура
Структура федерации:
- Конгресс членов
- Исполнительный комитет
- Судейский комитет

## Руководители[2]
- Президент: Рик Хоффман
- Генеральный секретарь: Мавули Вивотор
- Вице президенты: Масаюки Сугино, Матеуш Видлак
- Глава судейского комитета: Тома Губо